# Gewerkschaft Oberröblingen
Der Schacht Oberröblingen war ein im Abteufen begriffener Schacht auf Kalisalze der ehemaligen Gewerkschaft Oberröblingen im Landkreis Seegebiet Mansfelder Land in Sachsen-Anhalt. Infolge nicht beherrschbarer Salzlösungszuflüsse musste der Schacht aufgegeben werden.

## Geologische und hydrogeologische Lagerstättenverhältnisse

### Geologische und lagerstättenwirtschaftliche Situation
Der Schacht liegt an der SW-Flanke des von Delitz am Berge über Teutschenthal in Richtung Eisleben verlaufenden Sattels; die SW-Flanke dieser Antiklinale stellt gleichzeitig die NE-Flanke der Querfurter Mulde dar. Nördlich des Schachtes ist das Zechstein-Salinar am Teutschenthaler Sattel infolge der Heraushebung der Sattelachse in Richtung Nordwest weitgehend ausgelaugt worden. Die in rund 1,7 km vom Schacht stehende Bohrung Unterröblingen weist neben Auslaugungsrückständen der Aller-Formation und der Leine-Formation erst die Staßfurt-Formation als intakten Horizont aus.
In der weiter westlich gelegenen Bohrung Oberröblingen IV ist die Aller-Formation ebenfalls noch angegriffen worden, während in den südlich liegenden Bohrungen Oberröblingen II, III und IV sowie im Schacht Oberröblingen der Zechstein noch vollständig vorhanden ist.
Nach dem Muldentiefsten hin (Bohrungen Stedten 1 und 2, Schraplau 1,3,4 und 5) nimmt die Mächtigkeit des Deckgebirges kontinuierlich zu (Vorhandensein von Muschelkalk und zunehmende Mächtigkeit des Buntsandsteins). Bemerkenswert ist das Auftreten einer Solequelle im Bohrloch Stedten 2, also rund 1,5 km südlich von Schacht Oberröblingen. Nach dem Schachtprofil und den Ergebnissen der Schachtvorbohrung zeigen das Deckgebirge und die durchsunkenen Zechsteinschichten das für die Mansfelder Mulde übliche Normalprofil (Mächtigkeit / Gesteinsausbildung). Wegen des Ersaufens des Schachtes ist es zu einem Abbau von Steinsalz oder Kalisalzen nicht gekommen, über die Qualität bzw. die chemische Zusammensetzung der mit der Schachtvorbohrung durchteuften Stein- und Kalisalze liegen keine Angaben vor.
Für die in der Umgebung des Schachtes gelegenen Bohrungen Oberröblingen I und II wurden für den Bereich des Kalilagers folgende Qualitätsangaben gemacht (Angaben der Maximal- und Minimalwerte in %):
| OT-Bohrung       | K2O                               | NaCl          | MgCl2         | MgSO4        | CaSO4       | Unlösliches | MgBr2              |
| ---------------- | --------------------------------- | ------------- | ------------- | ------------ | ----------- | ----------- | ------------------ |
| Oberröblingen I  | 10,44 - 12,56. Durchschnitt 7,98  | 15,04 - 60,34 | 4,62 - 23,93  | 5,23 - 16,18 | 0,38 - 3,80 | 0,38 - 3,80 | Durchschnitt 0,196 |
| Oberröblingen II | 10,44 - 12,56. Durchschnitt 10,51 | 12,99 - 21,02 | 20,72 - 28,88 | 3,05 - 11,43 | 1,96 - 2,79 | 1,22 - 4,02 | Durchschnitt 0,245 |

Nach diesen Analysen ist damit das Kalisalzlager im Bereich des Schachtes Oberröblingen durchaus mit der Lagerstätte des Flözes Staßfurt der Schachtanlage Teutschenthal (z. Zt. Versatzbergwerk der GTS Grube Teutschenthal Sicherungs GmbH & Co. KG) vergleichbar.

### Hydrogeologische Verhältnisse
Die natürlichen hydrogeologischen Verhältnisse werden im Gebiet des Schachtes Oberröblingen im Wesentlichen durch die in der Umgebung umgehende Auslaugung des Salinars beeinflusst. Die Auswirkungen des östlich vom Schacht gelegenen Braunkohlentagebaus (vergl. obigen Lageplan) waren seinerzeit unwesentlich. Das Gebiet um den Schacht Oberröblingen liegt nur wenig südlich der ausgedehnten Subrosionssenke der Eislebener Niederung. Es wird, wie auch die Salzwasserzuflüsse beim Schachtabteufen zeigten, von diesem Bereich aus hydrogeologisch beeinflusst. Innerhalb der großen Eislebener Niederung sind die in der weiteren Umgebung des Schachtes befindlichen Subrosionssenken von Erdeborn und Unterröblingen besonders erwähnenswert. In den Subrosionsgebieten sind nur selten örtlich nutzbare Wasservorkommen vorhanden. Meist ist das Hangende weitgehend entwässert, während das Liegende versalzen ist. Als Grundwasserleiter ist der Mittlere Buntsandstein anzusehen. Eine sehr geringe Bedeutung besitzt der überwiegend als Grundwasserhemmer ausgebildete Untere Buntsandstein. Hier tritt eine Wasserführung lediglich im Bereich der Rogensteinbänke auf. Diese Wasser sind infolge der benachbarten Auslaugung meist versalzen und besitzen außerdem hohe Karbonathärten.
Erwähnenswert sind weiterhin die mit der Subrosion verbundenen Erdsenkungen der Oberfläche, wie die in der weiteren Umgebung befindlichen Subrosionssenken von Erdeborn und Unterröblingen sowie die besonders im Verlauf der Hornburger Tiefenstörung auftretenden Erdfälle (z. B. „Teufe“ bei Oberröblingen). In der näheren Umgebung des Schachts Oberröblingen sind derartige Erscheinungen jedoch nicht bekannt geworden.

## Die finanziellen und betriebswirtschaftlichen Verhältnisse

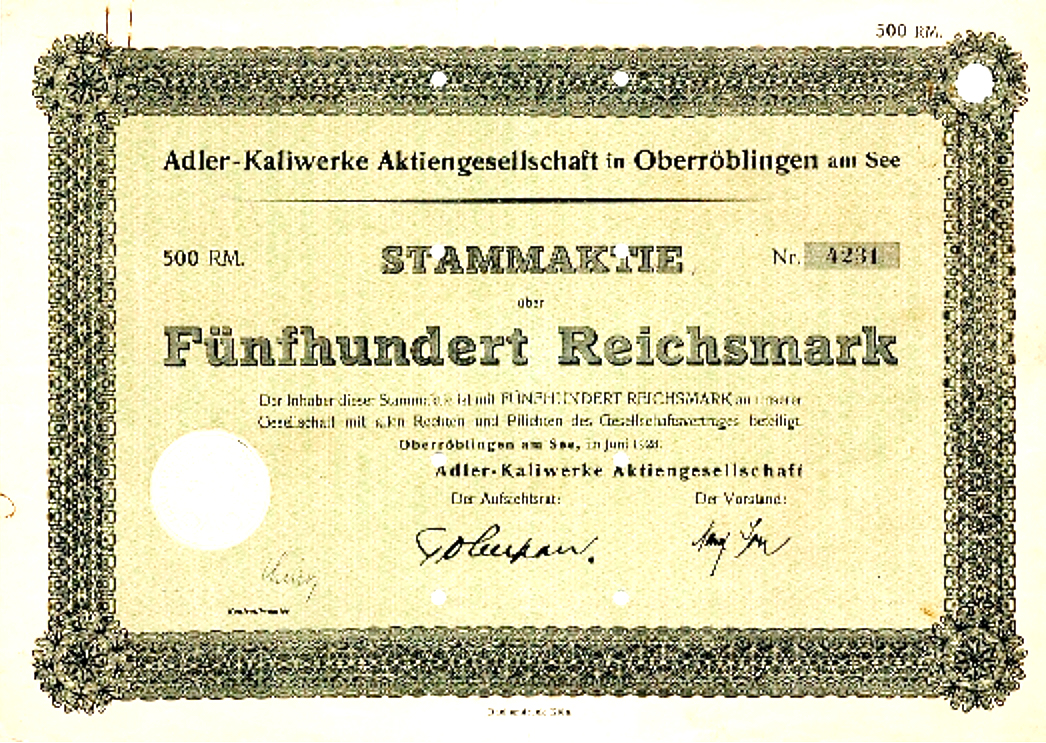
Stammaktien-Schein der Adler-Kaliwerke Aktiengesellschaft

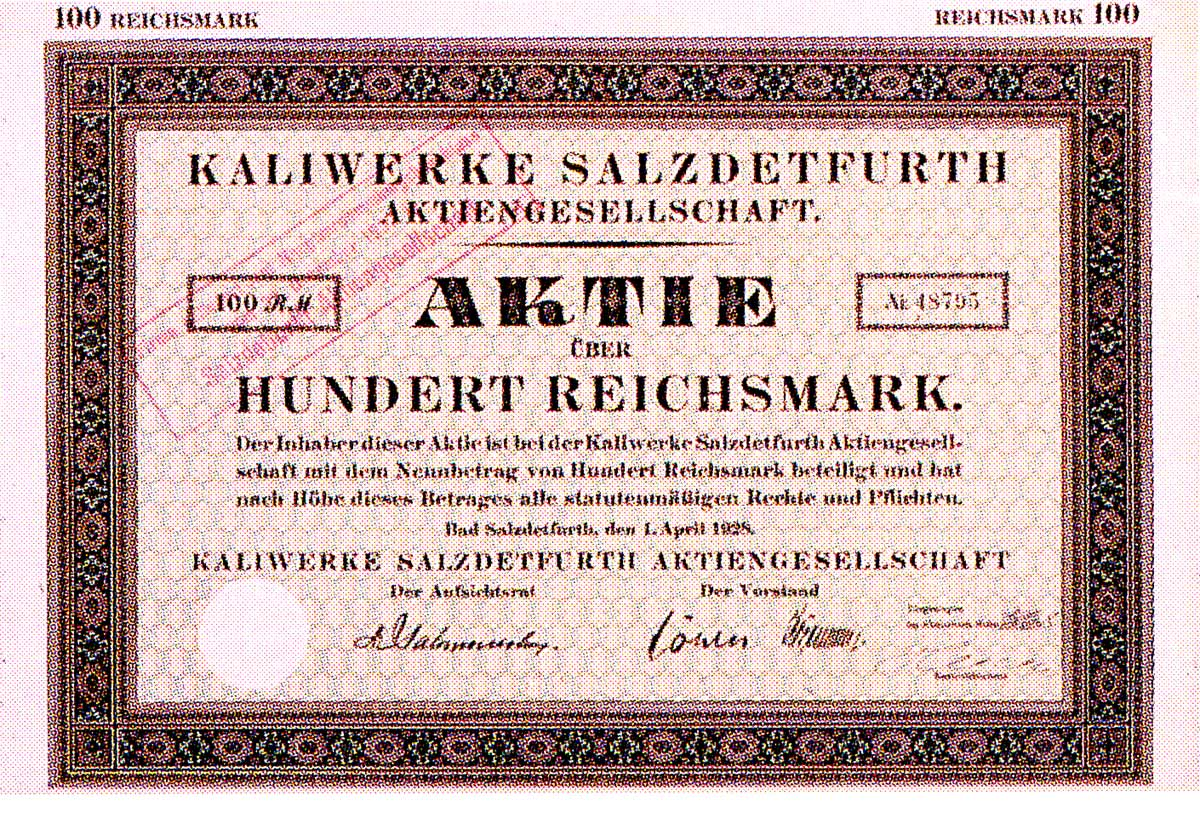
Aktien-Schein der Kaliwerke Salzdetfurth A.G.

Repräsentant: Adolf Soa, Bergwerksdirektor, Oberröblingen am See (er war gleichzeitig auch Vorstand der Adler-Kaliwerke A.G.).
Bevollmächtigter Vertreter:  Bergwerksdirektor Möller.
Betriebsführer: Diplom-Bergingenieur Schaper.
Belegschaftsstärke:  durchschnittlich 90 Mann.
Gründung:  1909.
Anzahl der Kuxe:  1000; die Adler-Kaliwerke besaßen davon 995 Stück.
Beziehungen zu den Adler-Kaliwerken A.G.: Im Zusammenhang mit der finanziellen Neugestaltung des Konzerns Adler Kaliwerke A.-G. sind die Kuxe der Gewerkschaft bis auf wenige in den Besitz der Adler-Kaliwerke übergegangen. Entsprechend der hierdurch erzielten wirtschaftlichen Einheit beider Gesellschaften haben die Adler Kaliwerke im Jahre 1916 die Bankschuld von Oberröblingen abgelöst und die erststellige Grundschuld (über 1,5 Mill. Mark ab 1. Januar 1912) übernommen.
Gerechtsame: 10 preußische Maximalfelder, gelegen in den Gemarkungen im Bergfreien des Oberbergamtsbezirkes Halle-Saale. In 5 dieser Felder – im Herbst 1910 von der „Internationalen Bohrgesellschaft“ für 0,8 Mio. Mark käuflich erworben – waren durch OT-Bohrungen Hartsalzvorkommen nachgewiesen worden.
Bohrungen: Das ganze Gebiet ist durch 10 OT-Bohrungen aufgeschlossen, von denen 8 bis in die Salzlagerstätte geteuft wurden. Zwei davon wurden kalifündig: Bohrung Oberröblingen I (Endteufe 690,95 m; Carnallit von 603,25 – 613,65 m T.) und Bohrung Stedten 2 (Endteufe 1003,0 m; Carnallit und Sylvin von 925,80 – 955,30 m T.).
Stilllegung: Da keine sichere Gewähr für die Niederbringung des Schachtes aufgrund der Lösungszuflüsse bestand, auch seinerzeit die hierfür notwendigen finanziellen Mittel von bis zu 2 Mill. RM nicht zu beschaffen waren, sowie auf Grund der Tatsache, dass es sich bei der zu erschließenden Kalilagerstätte lediglich um ein Carnallitvorkommen handelte, beschloss die Generalversammlung vom 29. Oktober 1925 die Stilllegung. Nach Abgabe der Stilllegungserklärung erhielt die Gewerkschaft Oberröblingen eine Stilllegungsquote von 0,7555 Tausendstel.
Im Jahre 1936 wurde das Vermögen der vier den Adler-Konzern bildenden Gesellschaften (Adler-Kaliwerke AG, Bergwerksgesellschaft Hope mbH, Kaliwerke Adolfs Glück AG und Gewerkschaft Oberröblingen) auf den Hauptgesellschafter, die Kaliwerke Aschersleben AG, übertragen.

## Schachtabteufen/Schachtausbau

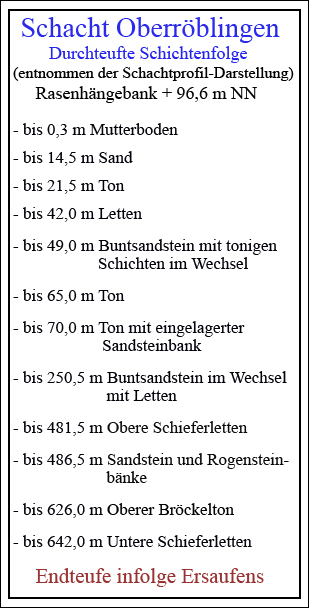
Die Schichtenfolge beim Schachtabteufen

Mit dem Schachtbau wurde Ende Dezember 1909 begonnen und zwar in dem früheren Feld Oberröblingen I. Der geplante Durchschlag vom Grubenfeld mit dem der benachbarten Adler-Kaliwerke war bergbehördlich genehmigt. Somit wäre für beide Kaliwerke die sogenannte „Zweischachtfrage“ (zweiter Schacht als Flucht- bzw. Wetterschacht) gelöst gewesen. Die Niederbringung des Schachtes bis zur Teufe von 21,25 m verlief problemlos. Hier zeigten sich erste Wasserzutritte in Höhe von bis zu 0,7 m³ /min. Ende 1910 war der Schacht 48,30 m tief. 1911 steigerten sich die Zuflüsse auf bis zu 3,2 m³ /min. Mit Erreichen einer Teufe von 82 m und Einbau des ersten Keilkranzes zum Absetzen der einzubringenden gusseisernen Tübbings gelang vorerst eine Reduzierung der Zuflüsse auf etwa 100 l/min. Ende 1912 war eine Teufe von 463 m erreicht. Der Tübbingausbau reichte bis zur Teufe von 375,5 m; Ausnahmen bilden zwei gemauerte Teilabschnitte zwischen 0 und 19 m und von 150 bis 159 m Teufe.
Am 13. Mai 1913 erfolgte der erste große Salzwassereinbruch in einer Teufe von 642 m, der zum Ersaufen des Schachtes führte. Zur näheren Untersuchung wurde dann eine Schachtvorbohrung von der Hängebank aus niedergebracht. Die Bohrung endete im Älteren Steinsalz (6 m), die Gesamtteufe betrug 875,4 m. Das Bohrloch wurde anschließend zementiert. Nach Wiederbeginn der Arbeiten und Sümpfen des Schachtes wurden Kies-Beton, Ziegelschotter sowie ein Betonpfropfen mit Standrohren für Untersuchungen bzw. dem Zementieren der Bohrlöcher eingebracht. Nach vermeintlich gutem Abschluss der Verfestigungsarbeiten wurde mit der Entfernung des Betonpfropfen begonnen. Dabei kam es erneut zu starken Lösungszuflüssen. Infolge der nicht fertig montierten neuen Wasserhaltung war ein neuerliches Absaufen des Schachtes nicht zu vermeiden.
Unterhalb von 376,5 m Schachtteufe wurde der Schacht in Mauerung (vermutlich 2 Steine stark) gesichert. Diese endet mit dem Mauerfuß in 608 m Teufe. Der lichte Durchmesser des Schachtes beträgt 6 m. Unterhalb des Mauerfußes steht demnach das Gebirge frei an, dann folgen vermutlich von 616 bis 626 m Teufe Reste des Standrohrbetonpfropfens. Die darunter befindliche Aufschüttung mit Ziegelschotter und der eingebrachte Kies-Beton füllen vermutlich dann den Schacht bis zur Endteufe (642 m) aus.

## Der Salzwasserdurchbruch im Schacht
Der Schacht "Gewerkschaft Oberröblingen" hatte am 13. Mai 1913 die Teufe von 642 m erreicht und stand im Unteren Buntsandstein. Beim Abbohren der Schachtsohle zeigte sich in den Bohrlöchern noch keinerlei Zufluss, sodass in der üblichen Weise gesprengt wurde. Nach der Sprengung brach eine etwa 24%ige NaCl-Sole mit anfangs 4-5 m³ /min Zufluss durch. Die Sole stieg in sechs Tagen bis zur Rasenhängebank. Da sie überzufließen drohte, wurde der Schacht 5 m hoch ummauert. Sogar in dieser Höhe betrug der Zufluss noch bis zu 400 l/min und musste dauernd abgepumpt werden. Der Soledurchbruch kam völlig unerwartet. Als letzte Zuflüsse waren bei etwa 350 m Teufe im Mittleren Buntsandstein – kurz über der Grenze zum Unteren Buntsandstein – solche in Höhe von 500 l/min aufgetreten. Der Untere Buntsandstein selbst war vollkommen trocken. Die Schachtsohle lag beim Soledurchbruch einige 40 m über dem Jüngeren Steinsalz.

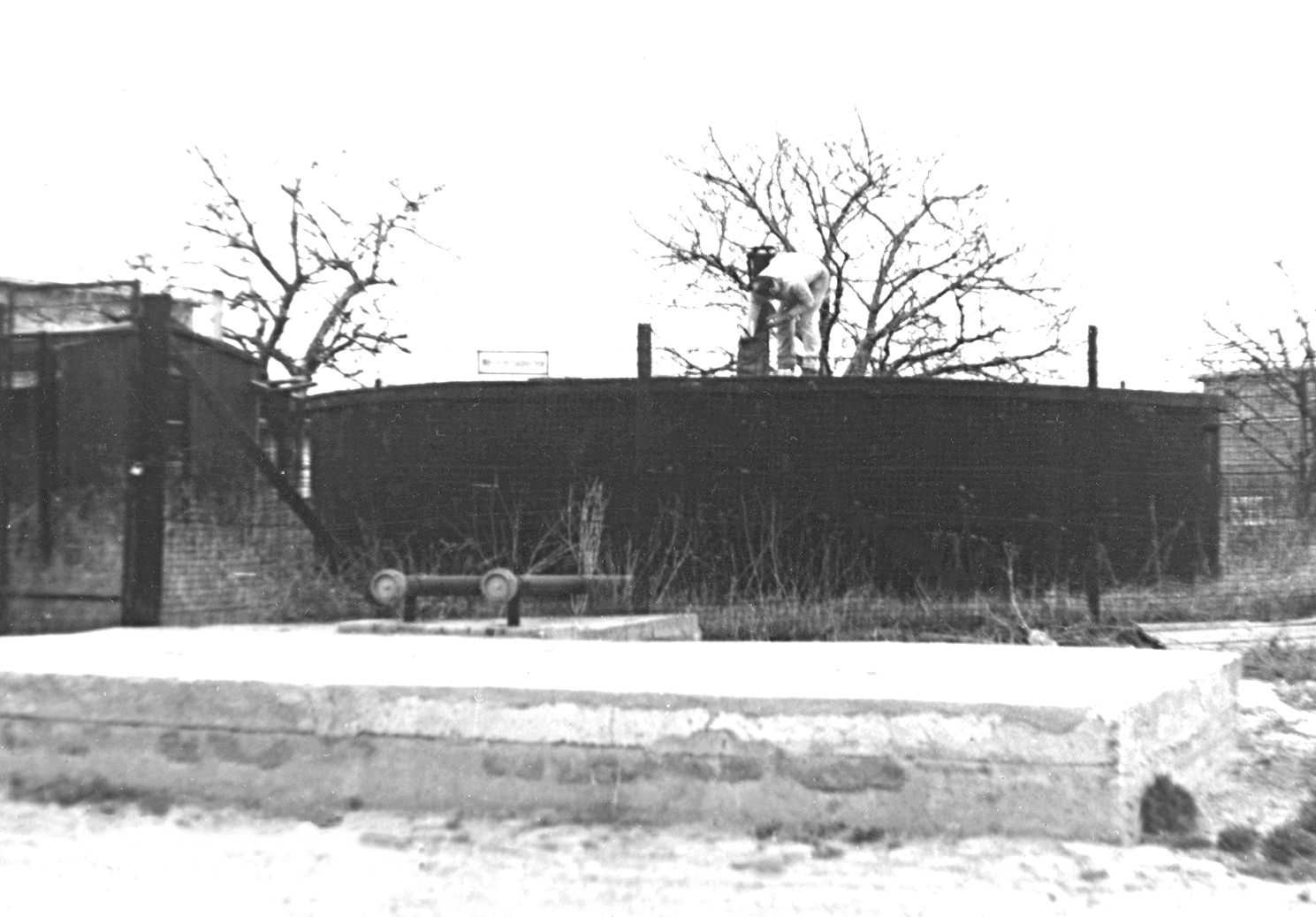
Ansicht des abgedeckelten Schachtes

Von den verschiedenen Vermutungen über die Herkunft der Sole ist jene am wahrscheinlichsten, nach der diese aus einem geschlossenen und unter Druck stehenden Hohlraum stammte. Über Tage, an der Stelle des ehemaligen Salzigen Sees, der etwa 2 km nördlich des Schachtes liegt, zog sich früher von Südwest nach Nordost ein Buntsandsteinsattel und darunter gleich folgend das Salzlager hin. Der Salzkopf unter dem Buntsandsteinsattel lag nur etwa 50 m unter der ebenen Erdoberfläche und so konnten Tageswässer leicht auf Spalten in das Salz eindringen und es auslaugen. Nachdem sich so Hohlräume gebildet hatten, brach nach und nach die Buntsandsteindecke zusammen und aus dem ehemaligen Sattel wurde ein Senkungsgebiet, der Salzige See. Die eingeschlossene Sole ist auf den Spalten des einfallenden Buntsandsteins bis in die Gegend des Schachtes vorgedrungen und die Last der eingestürzten Buntsandsteindecke presste beim Anfahren einer solchen Spalte die Lauge mit Gewalt hoch bis zu Tage. Zur Untersuchung der Durchbruchsstelle und des darunterliegenden Gebirges wurde dann eine Tiefbohrung im ersoffenen Schacht niedergebracht. Die Aufstellung der Bohreinrichtung gestaltete sich sehr schwierig, da sie infolge der Ummauerung des Schachtes in Höhe der Hängebank ausgeführt werden musste. Die Sicherung des Bohrgestänges wurde in der Weise erreicht, dass mehrere ineinander geschachtelte Bohrrohrleitungen mittels Schellen an Spannseilen geführt wurden. Trotzdem kamen häufig Rohrbrüche vor und die Rohrleitungen mussten öfter gezogen und neu eingebaut werden. Die Bohrung wurde bis 875,4 m Teufe niedergebracht; davon die letzten 6 m im Älteren Steinsalz. Durch die Bohrung wurde festgestellt, dass sich unterhalb der Schachtsohle eine brüchige Zone von etwa sechs Meter Mächtigkeit befand. Darunter war das Gebirge völlig unversehrt. Das Carnallitlager wurde von 836 bis 867,5 m erbohrt. Das Bohrloch wurde anschließend zementiert und die Rohrleitungen ausgebaut.

## Heutiger Zustand (Stand 2004)
Seit Erlass der Verwahrungsanordnung der DDR vom 10. Oktober 1971 (DDR-GBl. II Nr. 73) wurde der Rat des Bezirkes Halle für eine Vielzahl von Alt-Kalischächten, sog. „Grubenbaue alten Bergbaus ohne Rechtsnachfolger“, zuständig. Mit dem Beitritt der DDR zum Geltungsbereich des Grundgesetzes galt der aufgelassene Abteufschacht Oberröblingen auch als „stillgelegte Anlage eines bergbaulichen Gewinnungsbetriebes, für den ein Rechtsnachfolger nicht vorhanden oder nicht mehr feststellbar ist“. Anstelle der Räte der Bezirke traten die jeweiligen Landesregierungen bis zum Erlass entsprechender ordnungsbehördlicher Vorschriften (für das Land Sachsen-Anhalt: Gesetz über die öffentliche Sicherheit und Ordnung des Landes Sachsen-Anhalt (SOG LSA) in der Fassung der Bekanntmachung vom 23. September 2003 (GVBl. LSA S. 214), zuletzt geändert am 18. Mai 2010 (GVBl. LSA S. 340)) ein. Somit steht bis dato der Schacht Oberröblingen ordnungsrechtlich bzgl. der Fürsorgepflicht zwecks Gefahrenabwehr in der Zuständigkeit der Gemeinde. Zur Gewährleistung der öffentlichen Sicherheit ist die Schachtröhre durch eine Abdeckelung gesichert (siehe obige Abbildungen). Die Schachtabdeckung ist mittels Maschendrahtzaun eingezäunt.

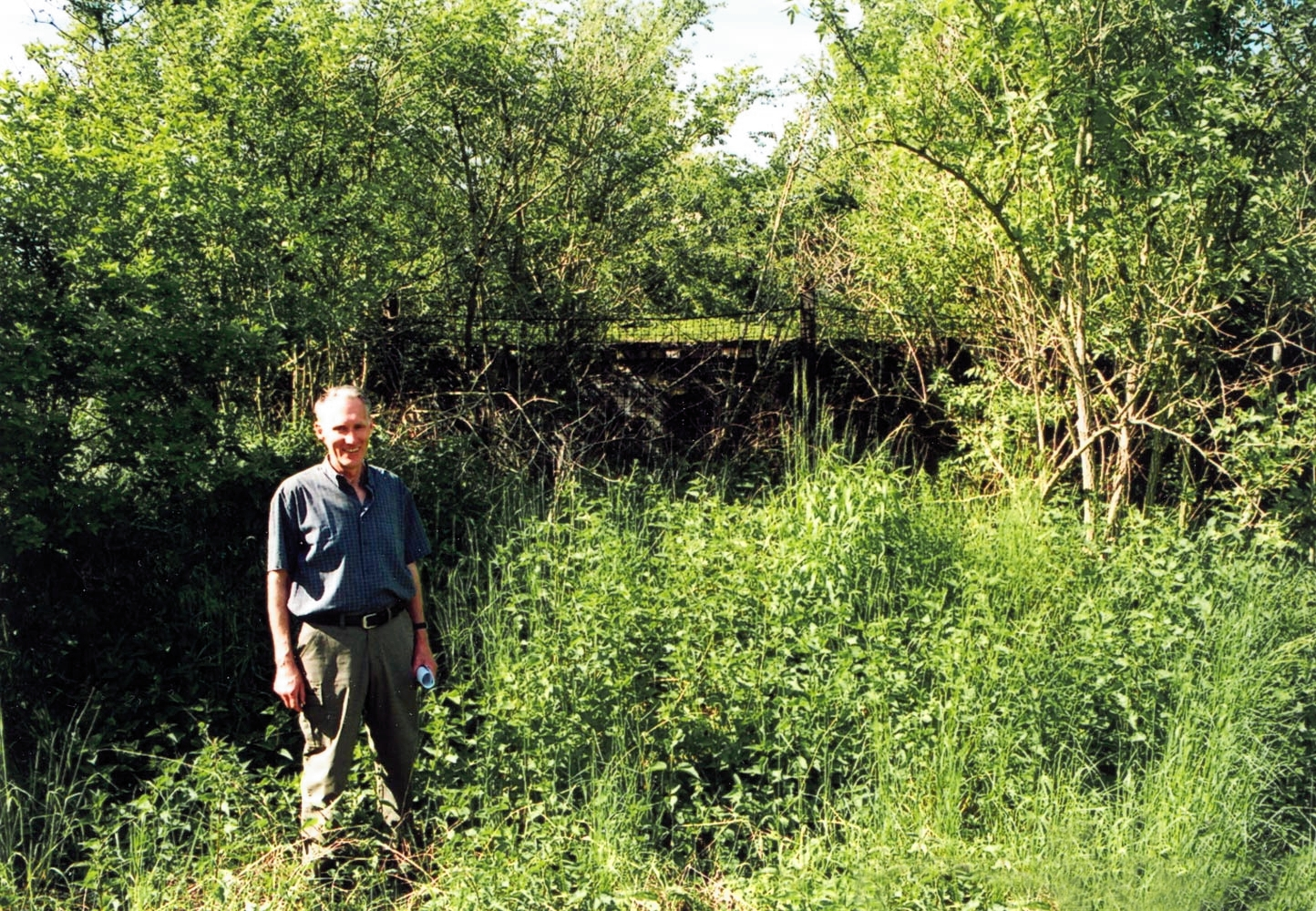
Schachtverschluss i. J. 2004
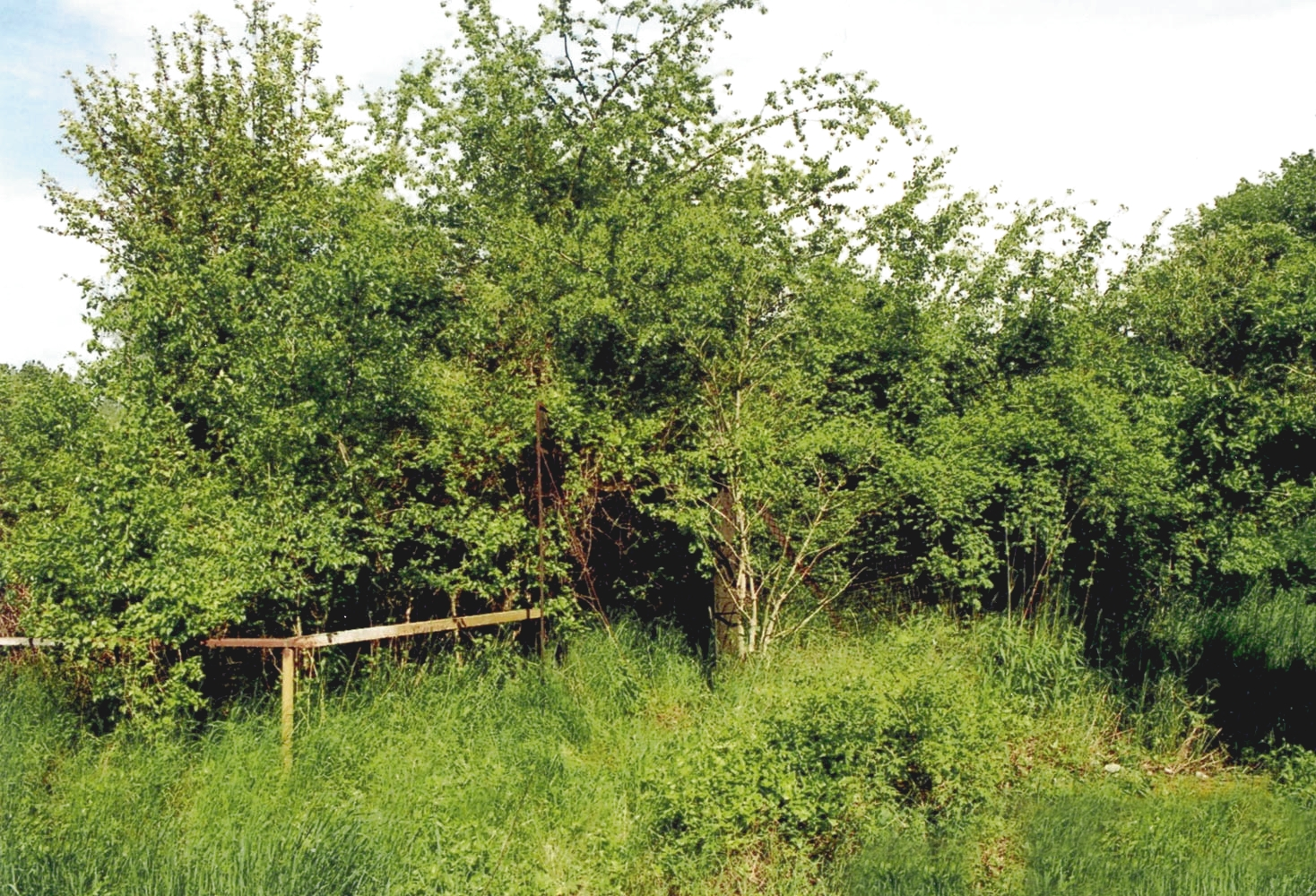
Schachtverschluss i. J. 2004
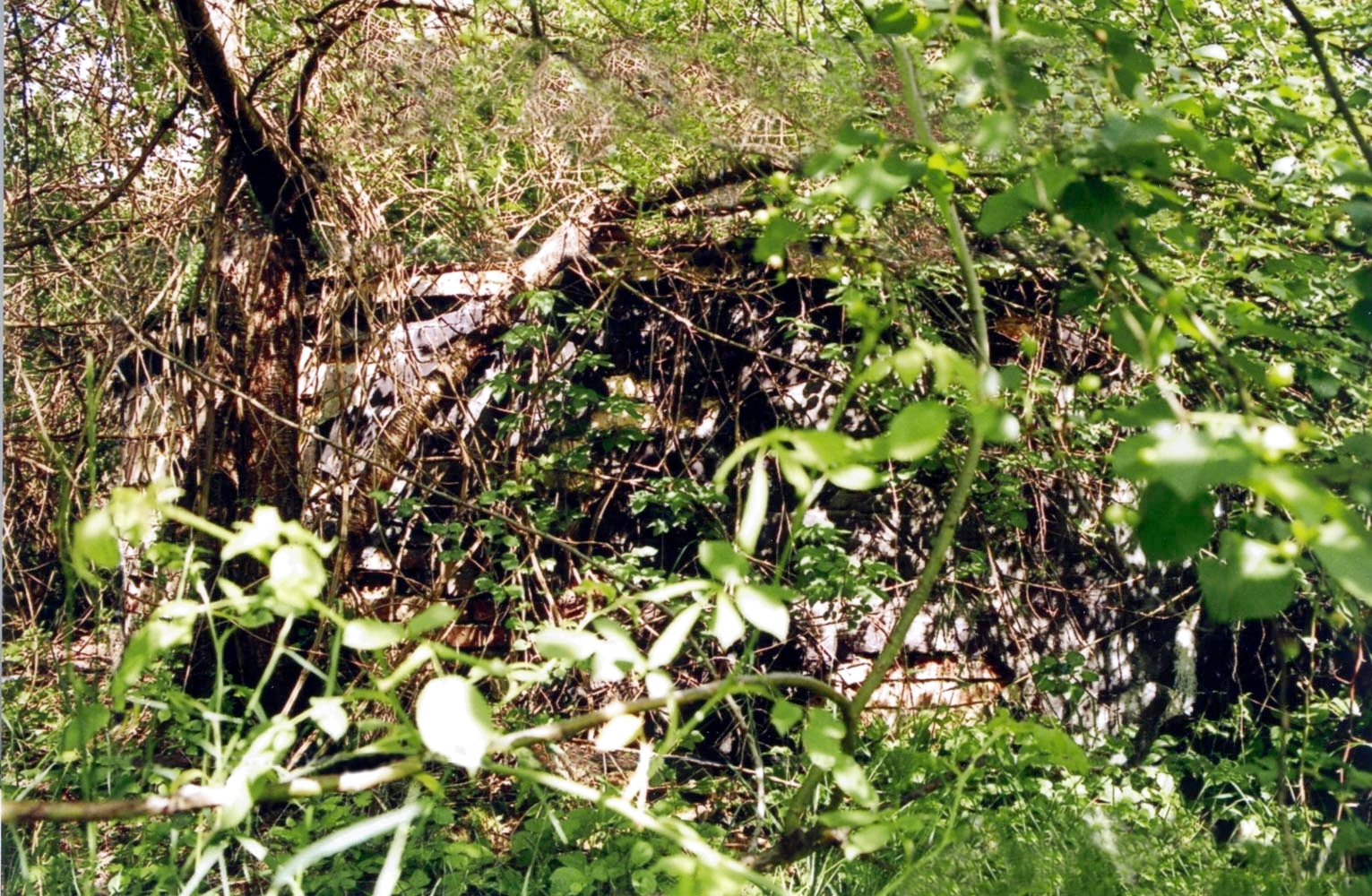
Schachtverschluss i. J. 2004